# Karl Menning
Karl Menning   (Tartu, 11 de maig de 1874 - Tartu, 5 de març de 1941) va ser un director de teatre, crític i diplomàtic estonià.
El 1902, es va graduar al departament de religió de la Universitat de Tartu. El 1906-1914, va ser el primer director teatral del teatre Vanemuine.

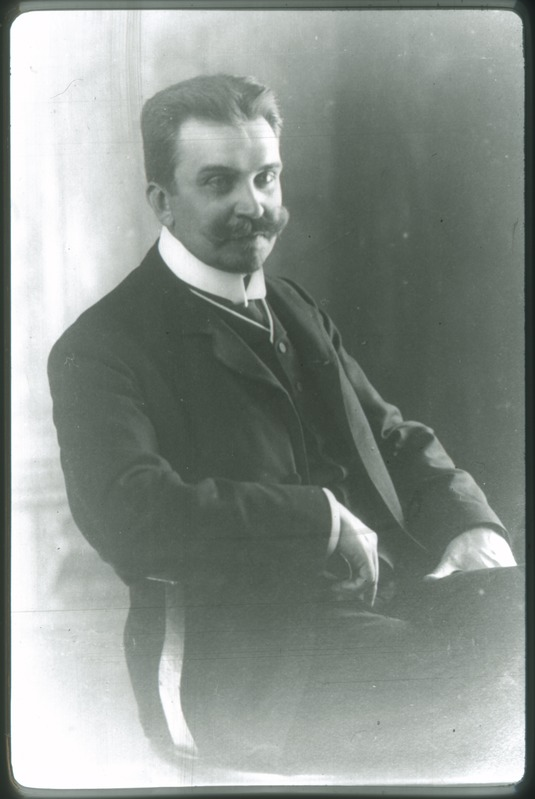
Karl Menning

Des de 1921 fins a 1933, va ser ministre d'Estònia a Alemanya. El 1925 va ser nomenat ministre estonià a Àustria i el 1931 a Hongria. Des de 1934 fins a 1937, va ser ministre d'Estònia a Letònia.
A Tartu, hi ha el monument a Menning. El monument va ser creat per Mare Mikhof, i va ser erigit l'any 2006.